# Chrysina oreicola
Chrysina oreicola är en skalbaggsart som beskrevs av Moron 1992. Chrysina oreicola ingår i släktet Chrysina och familjen Rutelidae. Inga underarter finns listade i Catalogue of Life.